# Domingo Echevarría

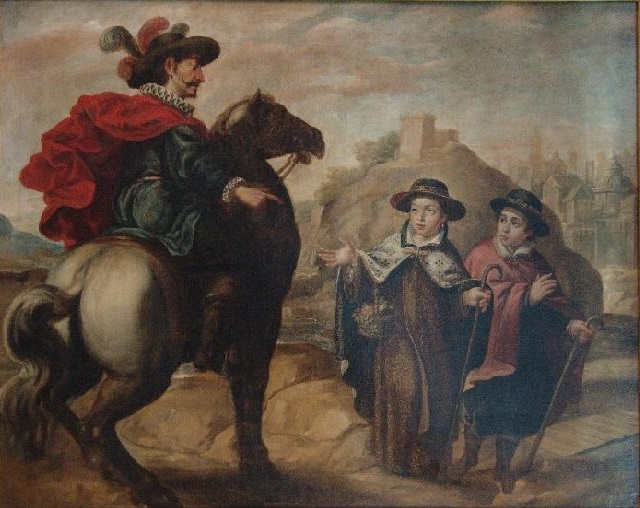
Santa Teresa niña en busca del martirio, óleo sobre lienzo, 96,50 x 120 cm, Museo de Bellas Artes de Granada.

Domingo Echevarría, llamado Chavarito (Huéscar, 1662-Granada, 1751) fue un pintor barroco español de la llamada escuela granadina de pintura, que llevó la influencia de Alonso Cano hasta mediado el siglo XVIII.

## Biografía y obra
Relacionado con José Risueño, tres años menor que él, en 1708 marchó a Italia para perfeccionar su técnica en el taller de Benedetto Luti con quien permaneció hasta 1711. Las influencias más notables en su pintura son, con todo, las que recibió de la pintura flamenca a través de la estampa, como se advierte en los dos Triunfos de la Iglesia y de la Eucaristía pintados en 1716 para la iglesia de la Magdalena de Granada, sirviéndose de los célebres cartones de Rubens como modelos, o en la serie de cinco historias teresianas que pintó para el convento de los Mártires (Museo de Bellas Artes de Granada), inspiradas en grabados de Adriaen Collaert y Cornelius Galle, compuestas ingenuamente. A él se deben las pinturas del antecamarín de la Virgen del Rosario o Sala de Lepanto en la iglesia de Santo Domingo, de las que se encargó a partir de 1730, donde en grandes lienzos representó una alegoría de la orden dominicana (ahora en el ábside del templo) y la batalla de Lepanto, y sobre los muros, al temple o al fresco, la Huida a Egipto y la Aparición de la Virgen a santo Domingo. Practicó también el grabado al aguafuerte, si bien en esa técnica solo se le conoce una estampa firmada, con la representación de los santos Cosme y Damián, y se documenta la confección de una lámina con la imagen de la Virgen de las Angustias encargada por su hermandad en 1704, por la que recibió 480 reales.